# Grand Prix van Italië 1949
De Grand Prix van Italië 1949 was een autorace die werd gehouden op 11 september 1949 op Monza.

## Uitslag
| Positie | Nummer | Rijder               | Team               | Ronden | Tijd/Opgave        | Startplaats |
| ------- | ------ | -------------------- | ------------------ | ------ | ------------------ | ----------- |
| 1       | 8      | Alberto Ascari       | Ferrari            | 80     | 2:58:53.6          | 1           |
| 2       | 54     | Philippe Étancelin   | Talbot-Lago-Talbot | 79     | + 1 Ronde          | 8           |
| 3       | 6      | Prince Bira          | Maserati           | 77     | + 3 Rondes         | 7           |
| 4       | 42     | Toulo de Graffenried | Maserati           | 76     | + 4 Rondes         | 6           |
| 5       | 40     | Raymond Sommer       | Ferrari            | 75     | + 5 Rondes         | 4           |
| 6       | 44     | Cuth Harrison        | ERA                | 75     | + 5 Rondes         | 15          |
| 7       | 52     | Piero Taruffi        | Maserati           | 64     | + 16 Rondes        | 24          |
| 8       | 50     | Johnny Claes         | Talbot-Lago-Talbot | 62     | + 18 Rondes        | 16          |
| 9       | 30     | Henri Louveau        | Maserati           | 59     | + 21 Rondes        | 21          |
| DNF     | 2      | Benedicto Campos     | Maserati           | 55     | Krukas             | 5           |
| DNF     | 28     | Eugène Chaboud       | Delahaye           | 50     | Oververhitting     | 20          |
| DNF     | 10     | Louis Rosier         | Talbot-Lago-Talbot | 49     | Motor              | 10          |
| DNF     | 24     | David Murray         | Maserati           | 46     | Ongeluk            | 17          |
| DNF     | 56     | Pierre Levegh        | Talbot-Lago-Talbot | 33     | Achteras           | 14          |
| DNF     | 32     | Franco Rol           | Maserati           | 30     | Motor              | 11          |
| DNF     | 22     | Guy Mairesse         | Talbot-Lago-Talbot | 28     | Ongeluk            | 19          |
| DNF     | 34     | Luigi Villoresi      | Ferrari            | 26     | Versnellingsbak    | 2           |
| DNF     | 4      | Giuseppe Farina      | Maserati           | 16     | Motor              | 3           |
| DNF     | 36     | Leslie Brooke        | Talbot-Lago-Talbot | 16     | Brandstofpomp      | 23          |
| DNF     | 16     | Felice Bonetto       | Ferrari            | 14     | Cilinderkoppakking | 12          |
| DNF     | ?      | Peter Whitehead      | Ferrari            | 9      | Motor              | 18          |
| DNF     | 20     | Reg Parnell          | Maserati           | 3      | Krukas             | 13          |
| DNF     | 26     | Clemente Biondetti   | Maserati           | 2      | Teruggetrokken     | 9           |
| DNF     | 14     | Nello Pagani         | Talbot-Lago-Talbot | 1      | Motor              | 22          |

1921 · 1922 · 1923 · 1924 · 1925 · 1926 · 1927 · 1928 · 1931 · 1932 · 1933 · 1934 · 1935 · 1936 · 1937 · 1938 · 1947 · 1948 · 1949 · 1950 · 1951 · 1952 · 1953 · 1954 · 1955 · 1956 · 1957 · 1958 · 1959 · 1960 · 1961 · 1962 · 1963 · 1964 · 1965 · 1966 · 1967 · 1968 · 1969 · 1970 · 1971 · 1972 · 1973 · 1974 · 1975 · 1976 · 1977 · 1978 · 1979 · 1980 · 1981 · 1982 · 1983 · 1984 · 1985 · 1986 · 1987 · 1988 · 1989 · 1990 · 1991 · 1992 · 1993 · 1994 · 1995 · 1996 · 1997 · 1998 · 1999 · 2000 · 2001 · 2002 · 2003 · 2004 · 2005 · 2006 · 2007 · 2008 · 2009 · 2010 · 2011 · 2012 · 2013 · 2014 · 2015 · 2016 · 2017 · 2018 · 2019 · 2020 · 2021 · 2022 · 2023 · 2024 · 2025
Als eretitel: 1923 (Italië) · 1924 (Frankrijk) · 1925 (België) · 1926 (San Sebastián) · 1927 (Italië) · 1928 (Italië) · 1930 (België) · 1947 (België) · 1948 (Zwitserland) · 1949 (Italië) · 1950 (Groot-Brittannië) · 1951 (Frankrijk) · 1952 (België) · 1954 (Duitsland) · 1955 (Monaco) · 1956 (Italië) · 1957 (Groot-Brittannië) · 1958 (België) · 1959 (Frankrijk) · 1960 (Italië) · 1961 (Duitsland) · 1962 (Nederland) · 1963 (Monaco) · 1964 (Groot-Brittannië) · 1965 (België) · 1966 (Frankrijk) · 1967 (Italië) · 1968 (Duitsland) · 1972 (Groot-Brittannië) · 1973 (België) · 1974 (Duitsland) · 1975 (Oostenrijk) · 1976 (Nederland) · 1977 (Groot-Brittannië)
Als alleenstaande race: 1983 · 1984 · 1985 · 1993 · 1994 · 1995 · 1996 · 1997 · 1999 · 2000 · 2001 · 2002 · 2003 · 2004 · 2005 · 2006 · 2007 · 2008 · 2009 · 2010 · 2011 · 2012 · 2016